# Représentations diplomatiques en Guinée

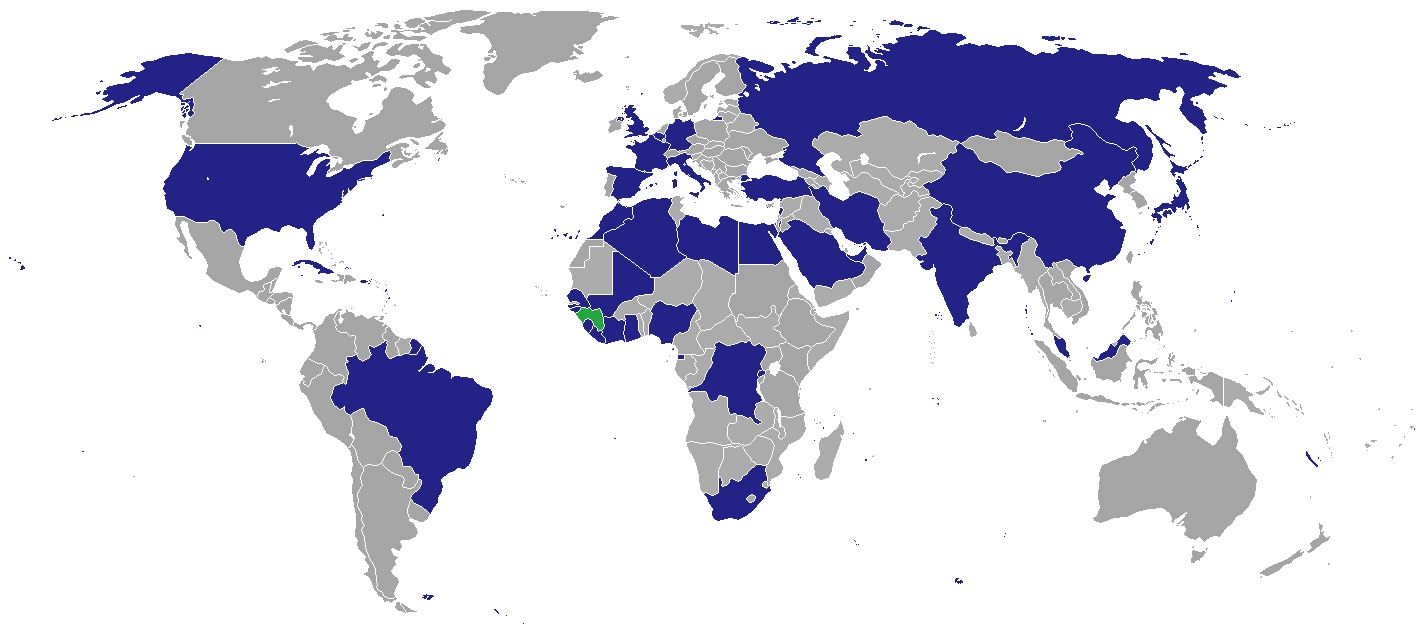
Carte des représentations diplomatiques en Guinée

Voici une liste des représentations diplomatiques en Guinée. La capitale Conakry abrite actuellement 38 ambassades. Plusieurs autres pays ont des consuls honoraires pour fournir des services d'urgence à leurs citoyens.

## Ambassades
| - Afrique du Sud - Algérie - Allemagne - Angola - Arabie saoudite - Belgique - Brésil - Chine - Côte d'Ivoire - Cuba - Égypte - Émirats arabes unis - Espagne - États-Unis - France - Ghana - Guinée-Bissau - Guinée équatoriale - Inde | - Iran - Italie - Japon - Liban - Liberia - Libye - Malaisie - Mali - Maroc - Nigeria - Ordre de Malte - Palestine - République démocratique du Congo - Royaume-Uni - Russie - Sénégal - Sierra Leone - Turquie - Vatican |

## Missions
- Union européenne (Délégation).

## Ancienne ambassade
- Indonésie[1] (fermée en 1973)

## Ambassades non résidentes
| - Argentine (Abuja) - Australie (Accra) - Autriche (Dakar) - Belgique (Dakar) - Cameroun (Abidjan) - Canada (Dakar) - Croatie (Paris) - Grèce (Abuja) - Inde (Abidjan) - Indonésie (Dakar) - Italie (Dakar) - Lesotho (Tripoli) - Maldives (London) - Malte (La Valette) - Mexique (Abuja) | - Norvège (Abidjan) - Pays-Bas (Dakar) - Pologne (Abuja) - Portugal (Dakar) - Roumanie (Dakar) - Serbie (Alger) - Slovaquie (Abuja) - Suède (Stockholm) - Suisse (Abidjan) - Tanzanie (Abuja) - Trinité-et-Tobago (Abuja) - Ukraine (Dakar) - Viêt Nam (Rabat) |